# Школа рейнджерів армії США
Школа рейнджерів армії США (англ. United States Army Ranger School) — інтенсивний 61-денний бойовий курс відбору, селекції та іспитів командирів підрозділів рейнджерів сил спеціальних операцій армії США. Вважається «найжорсткішим бойовим курсом Сполучених Штатів» та «найскладнішим у моральному та фізичному відношенні курсом підготовки лідерів армії США». У програмі школи беруть участь військовослужбовці армії (офіцери, сержанти та солдати), флоту, морської піхоти та Повітряних сил країни, а також військові претенденти з дружніх держав.

## Зміст
Школа провадить тренування для кандидатів у рейнджери у декількох інсталяціях за різними програмами, що існують з початку XXI століття: 1-ша фаза — «Дербі», 2-га фаза — «Гори», 3-тя фаза — «Флорида». На території таборів Роджерс та Дербі у форті Беннінг, штат Джорджія здійснюється первинна фаза підготовки. Тестові тренування з гірської підготовки проходять на спеціальній смузі в горах поблизу Даглонега, що входять до тренувального комплексу Кемп Мерілл. 3-тя фаза, так звана «фаза Флорида» триває у декількох місцях поблизу Кемп Руддер, авіаційна база Еглін, у штаті Флорида. Раніше існувала 4-та фаза випробувань — «фаза Пустеля», що проводилась з кандидатами спочатку на ракетному полігоні «Вайт Сендз» у Нью-Мексико, а пізніше на випробувальному полігоні «Дагвей» у штаті Юта та у Форт Блісс у Техасі. 4-та фаза була скасована у 1995 році.
Школа рейнджерів армії США організаційно не входить до складу 75-го полку рейнджерів, а хоча перебуває під юрисдикцією Командування навчання та доктрин армії США, для проходження військової служби в лавах 75-го полку для усіх солдатів, сержантів та офіцерів обов'язковим є успішне проходження випробувань на полігонах Школи рейнджерів.
Кандидати, які успішно пройшли повну програму іспитів нагороджуються відзнакою — нашивкою рейнджерів, котра носиться на військовій формі одягу у верхній частині лівого плеча; її носіння дозволяються до кінця військової служби в лавах Збройних сил США. На армійському бойовому однострої (ACU) носиться тканинна версія нашивки, на повсякденній та парадній уніформі — металева.

## Історія
У вересні 1950 року у Форт Беннінг у Джорджії розпочались перші тренування рейнджерів у розпач війни в Кореї; перший випуск стався у листопаді 1950 року, її персонал утворив основу 1-ї рейнджерської піхотної роти. Всього армія США формувала для потреб спеціальних методів ведення війни на Корейському півострові 17 парашутних рот рейнджерів. Офіційно Школа підготовки рейнджерів була започаткована у грудні 1951, набір кандидатів проводився виключно на добровільній основі в січні-березні 1952 року, а перший випуск Школи відбувся 1 березня 1952.
У 1966 році комісія на чолі з генералом Ральфом Гейнесом запропонувала обов'язкове проходження усіма офіцерами регулярної армії США курсу Школи. 16 серпня 1966 року начальник штабу Армії генерал Гарольд Джонсон видав наказ про затвердження такої пропозиції. З липня 1967 року усі офіцери стали проходить обов'язковий курс Школи рейнджерів, однак 21 червня 1972 року генерал В. Вестмореленд скасував цей наказ і повернувся до традиції, що проходження іспитів на базі Школи здійснювались лише в добровільному порядку.
У 1981 році до програми підготовки була включена фаза «Пустеля» й загальна тривалість курсу збільшилась до 65 днів, а з жовтня 1991 року через підготовку масштабної війни у Південно-Західній Азії цю фазу перемістили на друге місце, тривалість програми зросла до 68 днів. З травня 1995 року пустельні іспити скасували, й відповідно курс став мати сучасну 61-денну протяжність з 19,6-годинними навчаннями щодоби.
У 1992 році перші п'ять днів програми курсу відокремили — як оцінну фазу рейнджерів. З 2015 року до Школи на регулярній основі почали прибувати військовослужбовці-жінки.

## Відео
- Отбор в школу Рейнджеров Армии США / US Army Rangers [Архівовано 24 лютого 2020 у Wayback Machine.]